# Pristin
Le Pristin (프리스틴?; anche note come Pledis Girlz) sono state un gruppo musicale sudcoreano formatosi a Seul nel 2016. Il gruppo era composto da dieci membri: Nayoung, Roa, Yuha, Eunwoo, Rena, Kyulkyung, Yehana, Sungyeon, Xiyeon e Kyla. La maggior parte di loro è apparsa nello show televisivo Produce 101, da cui Nayoung e Kyulkyung hanno debuttato nel gruppo femminile derivante dal programma I.O.I. Successivamente allo scioglimento delle I.O.I, Nayoung e Kyulkyung sono ritornate nella Pledis Entertainment, e hanno debuttato con le Pristin il 21 marzo 2017, con l'EP Hi! Pristin. Le Pristin erano note per aver scritto e composto la propria musica.
Dopo un periodo di pausa di più di un anno e mezzo, il gruppo si è sciolto il 24 maggio 2019. Su 10 membri, solamente 3, Kyulkyung, Yehana e Sungyeon, hanno rinnovato i propri contratti con la Pledis Entertainment.

## Formazione
- Nayoung (나영) – leader, voce, rap (2016-2019)[7]
- Roa (로아) – voce (2016-2019)
- Yuha (유하) – voce (2016-2019)
- Eunwoo (은우) – voce (2016-2019)
- Rena (레나) – voce, rap (2016-2019)
- Kyulkyung (결경) – voce (2016-2019)
- Yehana (예하나) – voce (2016-2019)
- Sungyeon (성연)  – voce (2016-2019)
- Xiyeon (시연) – voce, rap (2016-2019)
- Kyla (캐이라) – voce, rap (2016-2019)

Sottogruppi
- Pristin V (Nayoung, Roa, Eunwoo, Rena e Kyulkyung; 2018-2019)[8]

## Discografia

### EP
- 2017 – Hi! Pristin
- 2017 – Schxxl Out